# Mantas Kvedaravičius
Mantas Kvedaravičius (* 28. August 1976 in Biržai, Litauische SSR, Sowjetunion; † 2. April 2022 in Mariupol, Ukraine) war ein litauischer Filmemacher, Anthropologe und Archäologe.

## Leben
Kvedaravičius promovierte 2012/13 in Sozialanthropologie an der Universität Cambridge und war außerordentlicher Professor an der Universität Vilnius.
Das von zwei Kriegen zerrissene Tschetschenien, eine Teilrepublik der Russischen Föderation, war Schauplatz seines 2011 produzierten Dokumentarfilms Barzakh (‚Barzach‘). Sein 2016 veröffentlichter Dokumentarfilm Mariupolis thematisierte die Verhältnisse in der ukrainischen Hafenstadt Mariupol, die zu Beginn des Ukrainekonflikts mit Russland 2014 von prorussischen Donbass-Separatisten eingenommen und anschließend von ukrainischen Milizen zurückerobert worden war.
Kurz nach dem russischen Überfall auf die Ukraine am 24. Februar 2022 begann die erneute Belagerung von Mariupol. Kvedaravičius reiste nach eigener Aussage dorthin, um den Krieg „so weit wie möglich entfernt von der Agitation der Medien und der Politiker“ mit Bildern zu dokumentieren. Er kam bei dem Versuch ums Leben, am 2. April 2022 die Stadt zu verlassen. Hatten erste Berichte noch mitgeteilt, er sei bei Dreharbeiten durch russische Raketeneinschläge in seinem Auto gestorben, erklärten der russische Filmemacher Witali Manski und die ukrainische Journalistin Albina Lwutina, die Protagonistin des Films Mariupolis, dass Kvedaravičius vom russischen Militär gefangen genommen und dann getötet worden sei. Die ukrainische Aktivistin Diana Berg berichtete, Kvedaravičius sei in die Organisation riskanter Rettungstransfers involviert gewesen, mit denen Einwohner von Mariupol während der Belagerung aus der Stadt geholt und in ukrainisch kontrolliertes Gebiet gebracht wurden, und bei einer solchen Aktion an einem russischen Checkpoint aus dem Bus geholt worden. Der Leichnam konnte nach Darstellung von Irina Prudkowa, einer Kollegin des Regisseurs, von seiner Freundin Hanna Bilobrowa auf dem Landweg nach Litauen überführt werden. Nach Angaben des litauischen Rundfunksenders LRT wurde der Leichnam von der litauischen Generalstaatsanwaltschaft zu Ermittlungen über in der Ukraine begangene Kriegsverbrechen forensisch untersucht.
Postum wurde Kvedaravičius im April 2022 die Ehrenbürgerwürde seiner Heimatstadt verliehen und eine Straße nach ihm benannt.
Auf dem Filmfestival Locarno wurde im August 2022 sein unfertiger Film Prologos gezeigt, ein Dokumentarfilm über in Griechenland gestrandete afrikanische und syrische Flüchtlinge und ihren Alltag.
Anfang September 2022 lief sein Dokumentarfilm Mariupolis 2 in deutschen Kinos an. Auch auf dem deutsch-französischen Fernsehsender Arte wurde der Film im Herbst 2022 ausgestrahlt. Das Werk wurde auch bei der Verleihung des Europäischen Filmpreises im Dezember 2022 ausgezeichnet.